# Tranque El Mauro
El tranque El Mauro es un depósito de relaves perteneciente a la empresa Los Pelambres, en operación desde 2007 y ubicado en la cuenca del estero Pupío y emplazado al este de la localidad poblada de Caimanes en la Región de Coquimbo. Este tranque de relaves reemplaza al tranque de relaves Quillayes que dejó de recibir material el año 2008.

## Ubicación y descripción
El tranque se ubica a medio camino entre el concentrador ubicado en Piuquenes, en la cabecera de la cuenca del Pupío y el puerto de Los Vilos desde donde se exporta el mineral.: IV-193 
El tranque es abastecido por medio de un relaveducto desde el concentrador.
(Existe para la minería una diferencia técnica entre embalse y tranque. El embalse tiene un muro construido con materiales del lugar, se dice que se construye con empréstitos. Un tranque tiene su muro construido con el material más grueso del relave que es separado mediante un procedimiento mecánico del más fino que es arrojado a la parte aguas arriba del muro. En el lenguaje coloquial se usan ambos términos indistintamente.)
Desaladora
A partir de 2024 comenzó a funcionar una desaladora en Punta Chungo, Los Vilos, que abastece con 400 l/s de agua de uso industrial al minera Los Pelambres y que son impulsados desde la costa hasta la planta  El Mauro y luego hasta Chacay.

## Población, economía y ecología
El tranque es parte de la gestión hídrica de la mina Pelambres para el ahorro de agua superficial en las cuencas costeras entre río Choapa y río Quilimarí.

Gestión hídrica de la minera Los Pelambres.